# Олександропіль (Сватівський район)
Олександро́піль (Липівка) — село в Україні, у Білокуракинській селищній громаді Сватівського району Луганської області.
Площа села 459,6 га.

## Географія
У селі бере початок річка Шибениця.

## Назва
У XIX столітті родючі землі села належали Олександру Тев'яшову, що мав дружину Поліну. Звідки й одна з версій походження назви села. Пізніше його сини Андрій з Павлом володіли 8800 десятинами родючої землі. Інша версія пов'язує походження назви з іншим землевласником, Олександром Куракіним.
Інша назва села, Липівка, бере свій початок від липових гаїв навколо села, де місцеві жителі займались бортництвом.

## Історія
На початку XVIII століття, після азовських походів Петра I ці землі були віддані князю Куракіну. Олександр Куракін розводив на цих землях овець та велику рогату худобу, давав притулок кріпакам-утікачам з України та Росії, козакам з Чернігівської губернії заради заселення спустошених придушенням повстання Булавіна земель. Село Олександропіль засноване в другій половині XVIII століття. Першим володарем у цих місцях наприкінці XVII століття був Іван Іванович Тев'яшов воєвода Старого Оскола, полковник Острозького полку за часів Петра I.
Рада селянських депутатів була створена в грудні 1917 року. Партійний осередок ВКП(б) у селі створений в 1934 році, комсомольський — в 1930 році. Під час Голодомору 1932—1933 років за архівними даними в селі загинуло 26 осіб.
У роки німецько-радянської війни село було окуповане німецько-італійськими військами з червня 1942 по січень 1943 року. Під час Острогозько-Россошанської наступальної операції частинам Південно-Західного фронту Червоної армії була поставлена задача вийти 18 січня 1943 року на лінію Шахове — Нагольна — Дем'янівка — Грицаївка — Гайдуківка. 23 січня 1943 року бійці 350 стрілецької дивізії зайняли село. На фронтах воювало 145 осіб. За подвиги в боях нагороджено 105 осіб, 3-е званням Героя Радянського Союзу, загинуло — 80 осіб.

## Населення
Населення становить 463 особи і 143 двори.
1885 року в колишній власницькій слободі Олександропільської волості Старобільського повіту Харківської губернії мешкало 864 особи, було 140 дворових господарств. На середину XX століття село налічувало 624 мешканця, 168 дворів.

## Вулиці
У селі є такі вулиці: Миру, Першотравнева, Підгірна, Соколовського, Степова, Шевченка.

## Економіка
У 1929 році на першій хвилі колективізації в селі було утворено 2 колгоспи: «XVII з'їзду Рад», «17 річниці Жовтня». За післявоєнних радянських часів у селі розміщувалась центральна садиба колгоспу «Комуніст», за яким було закріплено 7587 га сільськогосподарських угідь, з яких 5780 га ріллі. Голова Середа Семен Матвійович (1963—1991). Колгосп розвивав м'ясо-молочний напрямок тваринництва. У 1966–1975 роках в селі споруджено тваринницький комплекс, водопровід довжиною 7,5 км, їдальня, торговий центр, 44 індивідуальних будинків.
На розпайованих землях колишнього колгоспу господарює приватне підприємство СВФ «Агро», відділення «Україна».

## Транспорт
Село розташоване за 30 км від районного центру, з яким пов'язано асфальтованою дорогою, і за 14 км від залізничної станції Катран на лінії Валуйки — Кіндрашівська-Нова.

## Культура
За роки радянської влади збудовані восьмирічна школа на 200 учнів, клуб відпочинку та дозвілля, торговий центр, бібліотека, дитячий комбінат, фельдшерсько-акушерський пункт, поштове відділення, побутова майстерня з пошиття одягу і ремонту взуття. З 1963 року по 1984 рік директором Олександропільської восьмирічної школи був Солдатенко Іван Самсонович. Поблизу школи та адміністративних установ закладено парк з фруктових та декоративних дерев. 6 листопада відзначають день села[джерело?].
Станом на 2013 рік в неповній Олександропільській школі навчається 31 учень в 8 класах, кількість персоналу становить 9 чоловік, директор Коюда Світлана Миколаївна.
У селі діє дитячий садочок «Малятко».

## Пам'ятники
Пам'ять про односельчан загиблих на війні увічнена спорудженням обеліска Слави.

## Церква
У 1807—1810 роках в центральній підвищеній частині села була збудована церква Ікони Казанської Божої Матері. Престольне свято 6 листопада. Навколо церкви росли липи, що дали народну назву селу — Липівка. Було правило, що взимку, коли була велика заметіль і бездоріжжя, били у дзвони і давали знати подорожнім, що заблукали, орієнтир, як добратися до оселі. Станом на 2016 рік настоятелем храму служить архімандрит Володимир (Могильний).

## Цікаві місця
На околиці села в балці Ковалівський яр в 1999 році було утворено ботанічну пам'ятку природи «Олександропільську» площею 40 га.

## Видатні особистості
- Лісницький В. І. — Герой Радянського Союзу.
- Макаренко Тимофій Титович — Герой Радянського Союзу.
- Соляна Ганна Сергіївна — Герой Радянського Союзу.